# Hisakazu Tanaka

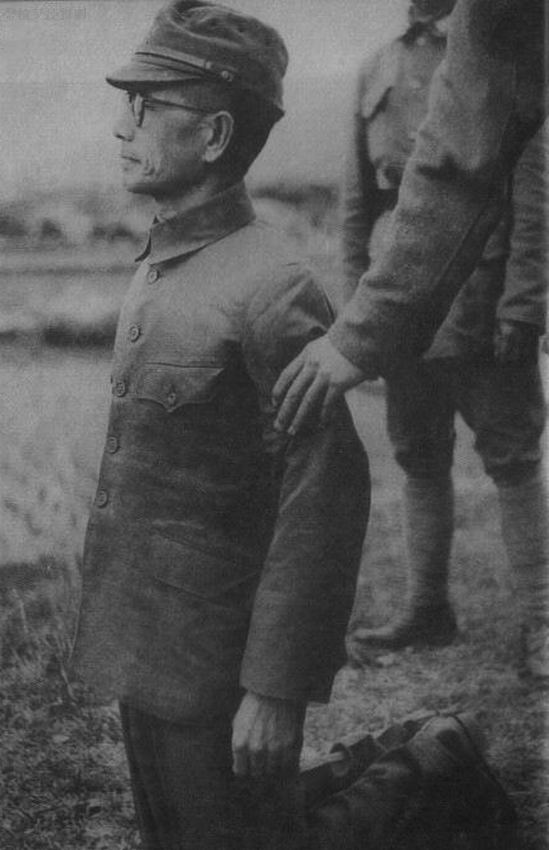
Le général Tanaka juste avant son exécution.

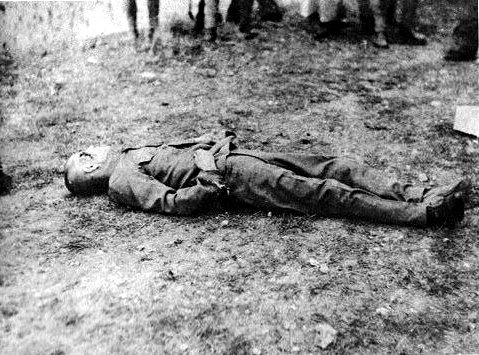
Le corps du général Tanaka après son exécution.

Hisakazu Tanaka (田中 久一, Tanaka Hisakazu) (16 mars 1889 - 27 mars 1947) est un général de l'armée impériale japonaise qui dirigea les forces d'occupation de Hong Kong durant la Seconde Guerre mondiale. À la fin de la guerre, il est condamné en Chine pour crimes de guerre et fusillé en 1947. Il est également parfois appelé Hisaichi Tanaka.

## Biographie
Né dans la préfecture de Hyōgo, Tanaka sort diplômé de la 22e promotion de l'académie de l'armée impériale japonaise en 1910 puis de la 30e promotion de l'école militaire impériale du Japon en 1918. Il sert à divers postes bureaucratiques de l'État-major de l'armée impériale japonaise de 1919 à 1920 puis est attaché militaire aux États-Unis de 1923 à 1924.
De retour au Japon, il continue d'occuper différents postes d'État-major, excepté une brève période où il est commandant du 1er régiment de la garde impériale de 1935 à 1937. Promu major-général fin 1937, il est brièvement affecté comme chef d'État-major de l'armée japonaise de Taïwan en 1938.
Cependant, du fait de l'augmentation de l'activité militaire en Chine avec le déclenchement de la seconde guerre sino-japonaise, Tanaka est rapidement ré-affecté au poste de chef d'État-major du groupe d'armées expéditionnaire japonais du Sud en 1938 puis de la 21e armée de 1938 à 1939.
Tanaka retourne brièvement au Japon de 1939 à 1940 pour devenir commandant de l'école d'infanterie de Toyama mais est très vite renvoyé au front comme lieutenant-général et commandant de la 21e division de 1940 à 1943. Il est placé à la tête de la 23e armée en Chine de 1943 à 1945. Il est en même temps, à partir du 16 décembre 1944 et jusqu'à la fin de la guerre, gouverneur de Hong Kong durant l'occupation japonaise de la colonie britannique.
À la fin de la guerre, il est arrêté par les autorités d'occupation américaines et jugé devant un tribunal militaire américain à Shanghai en 1946 pour son rôle dans l'exécution sommaire de prisonniers de guerre alliés. Il est condamné à mort par pendaison. Cependant, il est ensuite jugé par un autre tribunal militaire, cette fois-ci du Kuomintang : le Tribunal des crimes de guerre de Nankin, pour crimes de guerre en tant qu'ancien commandant de la 23e armée en Chine. Jugé coupable, il est fusillé en 1947.